# Convenzione internazionale contro la presa d'ostaggi
La Convenzione sugli ostaggi (formalmente Convenzione internazionale contro la presa d'ostaggi, in inglese International Convention against the Taking of Hostages) è un trattato delle Nazioni Unite, attraverso il quale gli Stati membri si impegnano a proibire e punire il sequestro di persone. Il trattato include definizioni di "ostaggio" e "sequestro di persona" e stabilisce il principio di aut dedere aut punire: i firmatari del trattato si impegnano a perseguire un sequestratore di ostaggi se nessun altro Stato richiede l'estradizione per il perseguimento dello stesso crimine.

## Storia
La Convenzione sugli Ostaggi si inserisce nel solco di precedenti accordi internazionali finalizzati alla tutela dei civili, sia in tempo di guerra che in tempo di pace. Tra questi, si annoverano la terza e quarta Convenzione di Ginevra del 1949, la Convenzione per la repressione della cattura illecita di aeromobili (Convenzione dell'Aia del 1970) e la Convenzione sulla protezione dei diplomatici del 1973.
Nonostante la Quarta Convenzione di Ginevra affrontasse in parte la questione, fino a quel momento non esisteva una convenzione che si focalizzasse specificamente sulla protezione dei civili in qualità di ostaggi, con un'attenzione più rivolta a categorie specifiche come combattenti o diplomatici. Tuttavia, gli anni Settanta furono testimoni di un crescente e preoccupante fenomeno di sequestri di ostaggi. La convenzione sugli ostaggi fu una risposta a livello internazionale a tale sentito problema.
L'elaborazione di un trattato specifico contro il sequestro di ostaggi fu proposta per la prima volta dalla Repubblica Federale di Germania nel 1976. La convenzione fu presentata il 17 dicembre 1979 e aperta al voto fino al 31 dicembre 1980. Fu adottata mediante la risoluzione 34/1461 dell'Assemblea Generale delle Nazioni Unite. Entro la fine del 1980, era stata firmata da 39 stati ed entrò in vigore il 3 giugno 1983, in accordo all'articolo 18(2) dello statuto dell'ONU. Al momento (2024), la convenzione conta 176 stati partecipanti.

## Firmatari
La convenzione è stata firmata e ratificata da 175 stati membri e da Niue. I 19 stati che non hanno ancora ratificato il trattato sono:
- Angola
- Burundi
- RD del Congo
- Rep. del Congo
- Eritrea
- Gambia
- Indonesia
- Israele
- Maldive

- Samoa
- Isole Salomone
- Somalia
- Sudan del Sud
- Siria
- Timor Est
- Tuvalu
- Vanuatu
- Zimbabwe

Di questi 19 Stati, la Convenzione è stata firmata ma non ratificata dalla Repubblica Democratica del Congo e da Israele. Tra gli altri Stati non firmatari figurano la Città del Vaticano e le Isole Cook.
Tra gli ex Stati firmatari che non sono stati formalmente succeduti da nessuno Stato esistente vi sono la Cecoslovacchia, la Germania Est e la Repubblica di Jugoslavia. Alcuni Stati hanno ratificato ma sono poi stati succeduti da nuovi Stati: la Serbia ha ratificato come Repubblica Federale di Jugoslavia; la Russia ha ratificato come Unione Sovietica; la Bielorussia ha ratificato come RSS Bielorussa; l'Ucraina ha ratificato come RSS Ucraina.
L'Italia ratificò la convenzione qualche anno più tardi, il 19 aprile 1986.